# Wallace et Gromit
Wallace et Gromit (Wallace and Gromit) sont deux personnages de courts et longs métrages d'animation créés par Nick Park. Le studio Aardman Animations engagea Nick Park dans les années 1980 pour l'aider à monter et tourner ses films de Wallace et Gromit en échange de son savoir-faire pour d'autres films[réf. nécessaire]. Les courts métrages de Wallace et Gromit racontent les aventures rocambolesques d'un inventeur génial amateur de crackers et de fromage (Wallace) et de son chien intelligent (Gromit).
Les films utilisent les techniques de l'animation en pâte à modeler : tous les personnages sont en plasticine (pâte à modeler non séchante) et les scènes sont animées image par image (stop motion). Avec cette méthode, l'équipe de Nick Park parvient en moyenne à enregistrer 2 secondes de film en une journée de travail[réf. nécessaire] (pour 24 images par seconde). La réalisation est, de ce fait, très longue.
Souvent salués par la critique et récompensés (trois Oscars) pour leur inventivité et leur humour, leur succès donnera lieu à plusieurs courts métrages, des publicités et deux longs métrages.

## Personnages

### Wallace

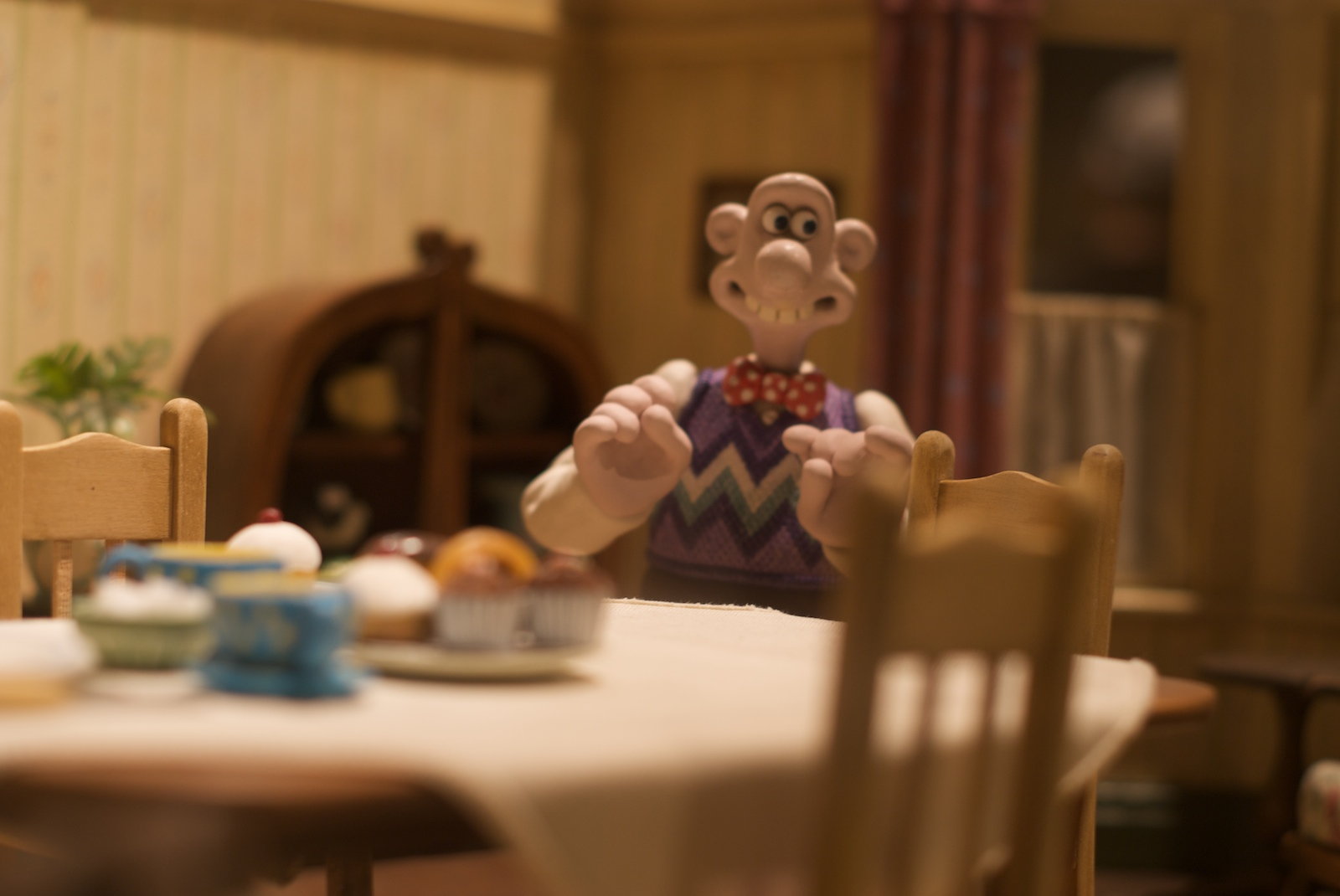
Wallace à table attendant que Gromit le serve.

Wallace (dont la voix est celle de Peter Sallis et Gilbert Levy, Francis Lax, Yves Beneyton et Jean-Loup Horwitz pour la version française), est habillé d'une façon toute britannique : chemise blanche, gilet vert, pantalon marron et cravate rouge. Très connu par son amour pour le fromage (en particulier le Wensleydale) et les crackers, il boit essentiellement du thé et du vin de Bordeaux. Cet inventeur tête en l'air crée des inventions qui fonctionnent rarement comme prévu. Toutes ressemblent à celles de William Heath Robinson ou de Rube Goldberg. Nick Park déclara que toutes les inventions de Wallace étaient conçues autour du principe de « using a sledgehammer to crack a nut »[réf. nécessaire], variante anglaise de l'expression « écraser une mouche avec un marteau ».
Cependant, certaines de ses créations sont basées sur de vraies inventions. En effet, le lit qui bascule pour lever le dormeur fut présenté à la Grande exposition de 1851 par Theophilus Carter, à Londres. Le personnage de Wallace peut faire preuve de bonté. Pourtant il lui arrive d'être égoïste et fort peu reconnaissant vis-à-vis de Gromit. Nick Park a déclaré que pour ce personnage, il s'est inspiré en partie de son père : « After making the film it became very apparent that Wallace was incredibly like my dad in many ways, particularly because of his whole attitude to life. He’s naïve – not that my dad was naïve, but he had ideas and got on with them… »

### Gromit

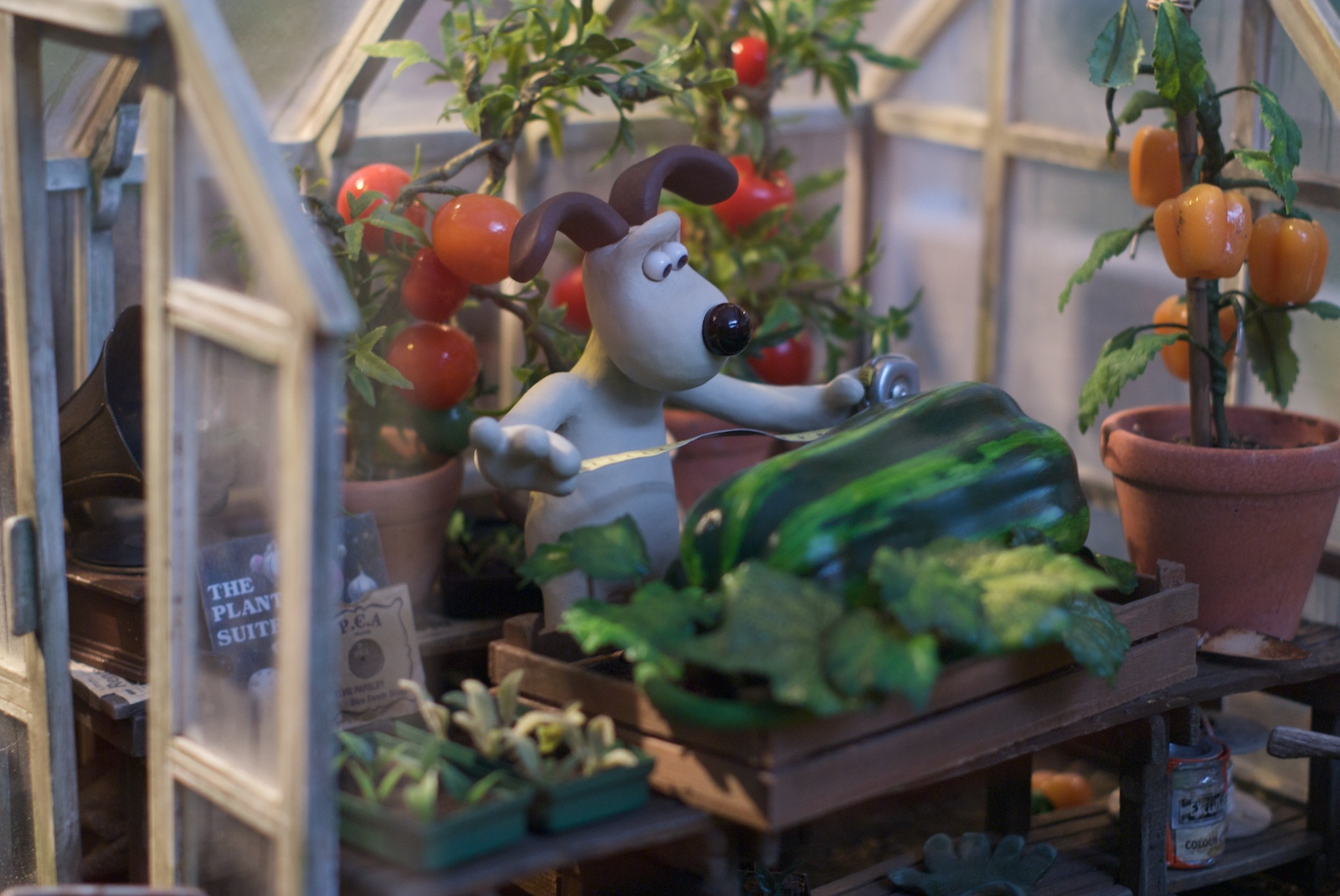
Gromit mesure une grosse courge pour préparer un concours.

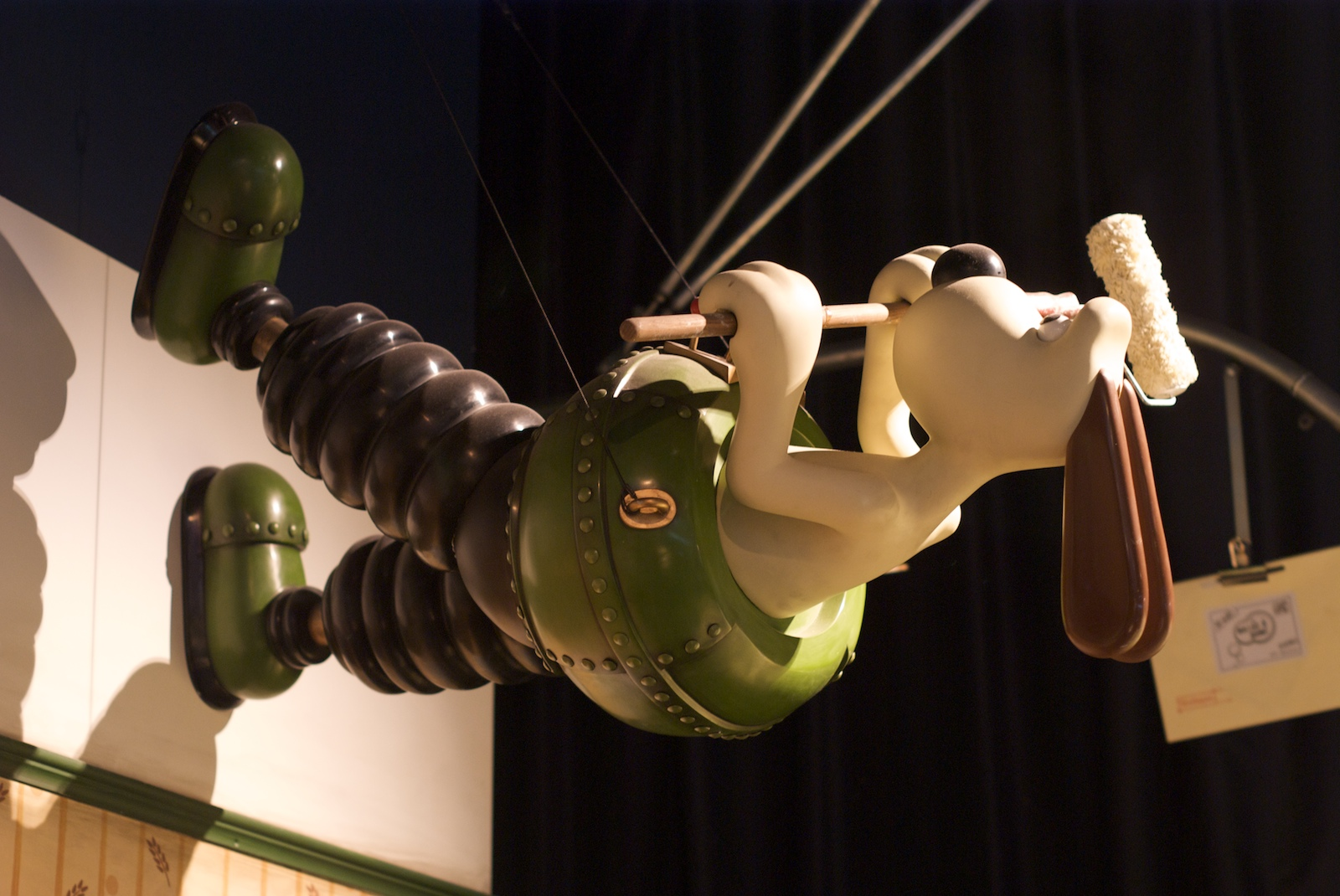
Gromit a enfilé le pantalon électronique inventé par Wallace.

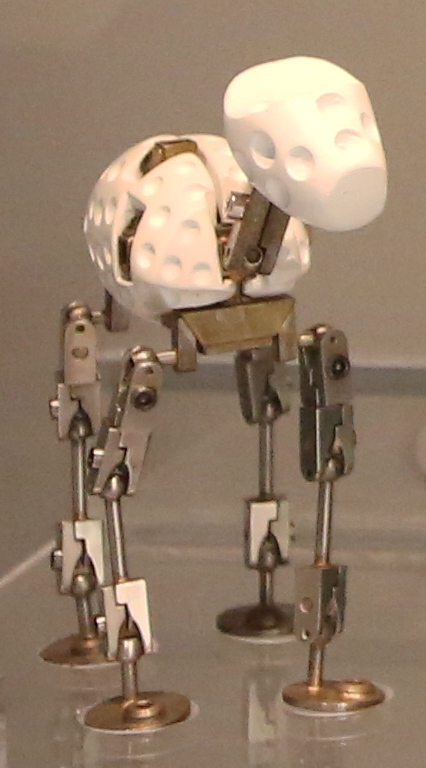
L'armature de Gromit.

Gromit est un chien à la fois intelligent, créatif, gentil et sensible. Il aime lire, les puzzles, le crochet, et aide parfois son maître Wallace à construire ses inventions. Il ne parle pas de manière audible, néanmoins son regard permet de comprendre ce qu'il ressent.
Il est présenté réveillé avant son maître, lui préparant ses repas ou s'occupant des tâches domestiques.

### Personnages secondaires
- Le Cooker, le robot anonyme de la Lune (Une grande excursion)
- Feather McGraw, un manchot voleur (Un mauvais pantalon, La Palme de la vengeance)
- Gwendoline Culdebelier, responsable d'un magasin de laine (Rasé de près)
- Preston, le chien robot de Gwendoline (Rasé de près)
- Shaun, un mouton héroïque (Rasé de près)
- Lady Tottington, une aristocrate respectueuse des animaux (Le Mystère du lapin-garou)
- Victor Quatremains, un prétendant cynique de Lady Tottington (Le Mystère du lapin-garou)
- Philips, le chien de Victor Quatremains (Le Mystère du lapin-garou)
- Jeannot, un lapin étrange (Le Mystère du lapin-garou)
- Révérend Hedges, le prêtre paranoïaque de la paroisse (Le Mystère du lapin-garou)
- L'agent Mackintosh, agent de police du village (Le Mystère du lapin-garou, La Palme de la vengeance)
- Madame Pioche, une vieille dame ronchonne (Le Mystère du lapin-garou)
- Piella Bakewell, ancienne mannequin pin-up et actrice dans des publicités de boulangerie (Sacré Pétrin)
- Fluffy, la chienne de Piella (Sacré Pétrin)

## Filmographie

### Courts métrages

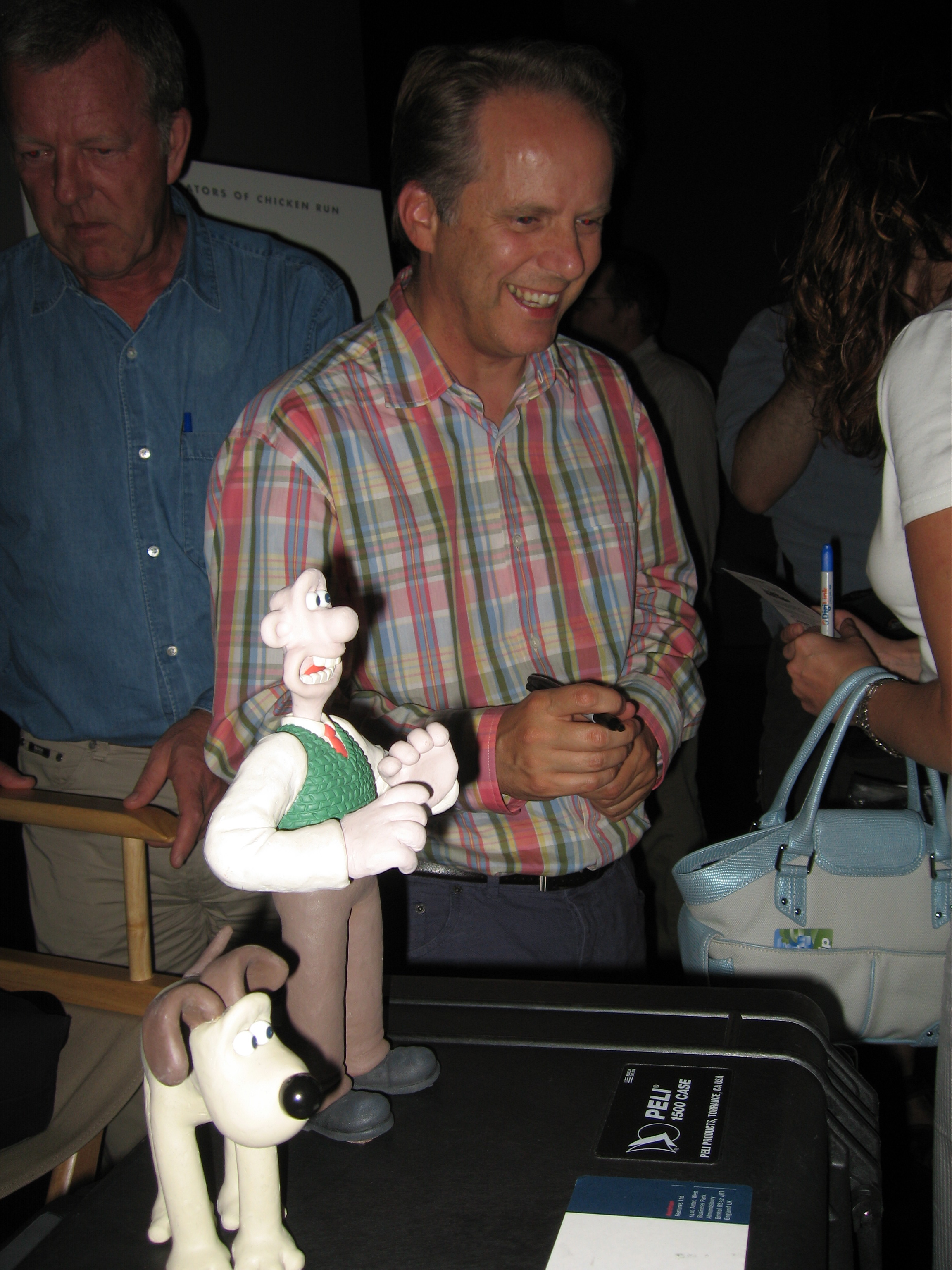
Nick Park, créateur de Wallace et Gromit, avec les personnages.

- 1989 : Une grande excursion (A Grand Day Out)
- 1993 : Un mauvais pantalon (The Wrong Trousers)
- 1995 : Rasé de près (A Close Shave)
- 2008 : Sacré Pétrin (A Matter of Loaf and Death)

#### Compilations
- 2016 : Wallace et Gromit : Les Inventuriers (Compilation des courts-métrages Une grande excursion et Un mauvais pantalon)
- 2017 : Wallace et Gromit : Cœurs à modeler (Compilation des courts-métrages Rasé de près et Sacré Pétrin)

### Longs métrages
- 2005 : Wallace et Gromit : Le Mystère du lapin-garou (Wallace and Gromit: The Curse of the Were-Rabbit)
- 2024 : Wallace et Gromit : La Palme de la vengeance (Wallace and Gromit: Vengeance Most Fowl)

### Séries
- 2002 : Les Improbables Inventions de Wallace (série de dix très courts métrages)
- 2010 : Wallace and Gromit's World of Invention (série de six épisodes diffusés sur la BBC)

## Distinctions
- Oscars 1994 : Oscar du meilleur court métrage d'animation pour Un mauvais pantalon
- Oscars 1996 : Oscar du meilleur court métrage d'animation pour Rasé de près
- Oscars 2006 : Oscar du meilleur film d'animation pour Le Mystère du lapin-garou

## Adaptations

### Livres
- Wallace et Gromit : Un sacré pétrin, album, Milan
- Wallace et Gromit : Rasé de près, une grande excursion, un mauvais pantalon, roman, Milan
- Wallace et Gromit : Un sacré pétrin - 13 recettes qui tuent, Milan
- Wallace et Gromit : Le Mystère du lapin-garou, roman, Milan
- Grandes Aventures et Géniales Inventions, livre animé, Milan

### Jeux vidéo
- Wallace et Gromit : Le Projet zoo (Wallace and Gromit in Project Zoo)
- Wallace et Gromit : Le Mystère du lapin-garou (Wallace and Gromit: The Curse of the Were-Rabbit)
- Les Grandes Aventures de Wallace et Gromit (Wallace and Gromit's Grand Adventures)